# Pentax K1000

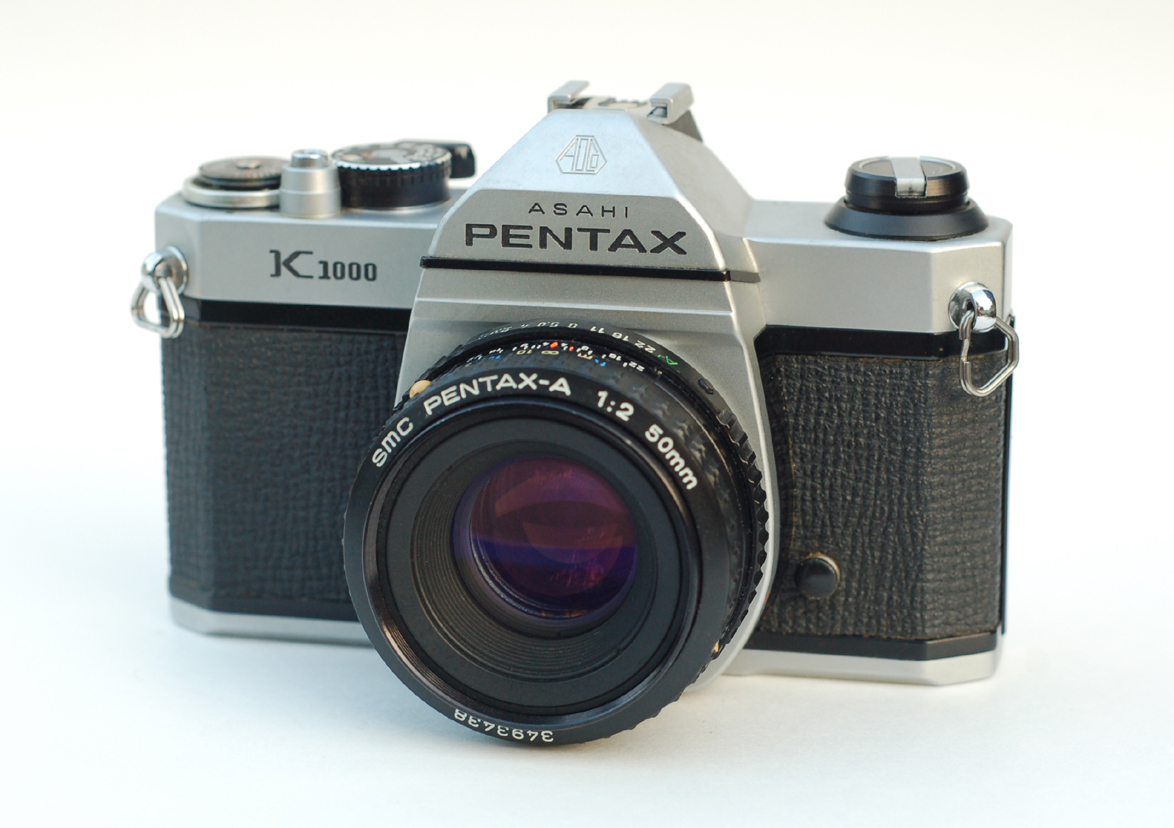
Pentax K1000

Pentax K1000 — однооб'єктивна дзеркальна фотокамера зі змінним об'єктивом для 35-мм кіноплівки, яку виробляла компанія Asahi Optical Co., Ltd. від 1976 до 1997 року. Всього продали понад три мільйони одиниць. Випущено три версії камери та один лімітований випуск. Фотоапарат призначений для фотографів-аматорів та студентів.

## Історія
Модель K1000 випустили 1976 року як проміжну між K-серією та новою мініатюрною M-серією. Камера мала таку популярність, що коли Pentax згодом оголошували про намір вилучити K1000 зі своєї лінійки, вони щоразу наражалися на спротив поціновувачів. Остаточно модель зняли аж 1997 року — це 21 рік виробництва, що є одним із найдовших виробничих циклів серед плівкових фотоапаратів.
У K1000 використали новий байонет Asahi «K», на відміну від попередніх моделей Spotmatics із гвинтовим кріпленням M42. Від моделі Pentax ME, яка вийшла у той самий час і мала вимірювання з пріоритетом діафрагми, модель K1000 відрізнялася тим, що була повністю ручною.
Фактично існує три версії K1000:
- оригінальна модель японського виробництва (1975—1978 рр.), на звороті є напис «Asahi Opt. Co., Japan».

- трохи змінена модель гонконзького виробництва (1978—1990 рр.), на звороті — «Asahi Opt. Co.».

- модель китайської збірки (1990—1997 рр.), ця версія — з дешевших матеріалів; основна відмінність полягала в тому, що металевий корпус замінили на пластиковий, а це знизило вагу до 525 грам; напис «Asahi Opt. Co.» відсутній[6][7][5].

1994 року вийшла лімітована серія К1000 Anniversary (всього 300 штук) для італійського ринку — з нагоди святкування 35-річчя партнерства з API-Pentax. Це спеціальне видання камери прикрасили особливою печаткою з номером. Презентаційна коробка також містила репродукцію срібного флорина — монети, яка була в обігу у Флоренції ще 1252 року. Камеру можна побачити в колекції музею Pentax у місті Масіко, Японія.

## Основні технічні характеристики
- Байонет Asahi «K»

- Напівавтоматична установка експозиції за стрілкою гальванометра, у полі зору видошукача.

- Діапазон виміру експонометра — від +3 до +18 eV.
- Експонометр вмикається автоматично транзисторним ключем при попаданні світла фоторезистор.
- Діапазон світлочутливості плівки — від 32 до 3200 ISO[8].
- Ручний фокус

- Діапазон витримок: від 1/1000 до 1/60[8].

- Батарея — 1 x LR44/S44, необхідна для вимірювання світла[3].
- Плівка — 35 мм[9].
- Вага — 606 г[8].
- Розмір — 143×93,5×49,5 мм[8].

## Популярність
У своїй мистецькій практиці камеру Pentax K1000 використовували такі фотографи: Тім Вокер, Дрю Берімор, Керол М. Гайсміт, Ян Йорс та інші.
У 2004 році британський фешн-фотограф Тім Вокер у своїй роботі «Лілі Коул і гігантська камера» зобразив саме Pentax K1000. Для знімка створили велетенський макет камери, лише замінили назву Pentax. Фотографія зберігається в музеї Вікторії та Альберта в Лондоні, проте зараз не є частиною експозиції.